# Злочин лорда Артура Севайла та інші оповідання

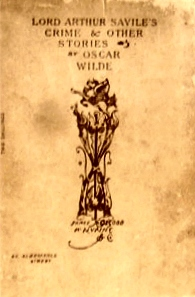
Обкладинка першого видання

«Злочин лорда Артура Севайла та інші оповідання» (англ. Lord Arthur Savile's Crime and Other Stories) — збірка коротких оповідань Оскара Вайлда, що була опублікована у 1891 році.
До збірки ввійшли такі оповідання:
- «Злочин лорда Артура Севайла» (англ. «Lord Arthur Savile's Crime»)

- «Кентервільський привид» (англ. «The Canterville Ghost»)

- «Сфінкс без загадки» (англ. «The Sphinx Without a Secret»)

- «Натурник-мільйонер» (англ. «The Model Millionaire»)

У пізніших виданнях було додане ще одне оповідання — «Портрет пана В. Г.» (англ. The Portrait of Mr. W. H.).

## Переклад українською
- «Злочин лорда Артура Севайла та інші оповідання» / Оскар Вайльд ; пер. з англ. Ілька Корунця та Оксани Вергелес. — К. : Знання, 2017. — 223 с. — (English Library).